# Give It Up or Turnit a Loose
"Give It Up or Turnit a Loose" é uma canção funk gravada por James Brown. Lançada como single em 1969, a canção foi sucesso alcançando o número 1 da parada R&B e também entrando no Top 20 da parada de singles Pop. "Give It Up or Turnit a Loose" aparece em versão instrumental no álbum Ain't It Funky, removendo os vocais de Brown e adicionando overdubs de guitarra.

## História
"A canção original 'Give It Up or Turnit a Loose' apareceu como single no início de 69, arranjado pelo líder da banda nos anos 1960,   'Pee Wee' Ellis. Um ano mais tarde, revigorado por sua nova banda, o Sr. Brown traria de volta 'Give It Up'. Onde o original passasse com sobretons de jazz, esta revisita era cinético, cru, sem cortes. Esta bomba funk explodiu na cena underground em 73, quando um jovem DJ do Bronx chamado Kool Herc colocaria nos toca-discos duas cópias do álbum Sex Machine e entre eles tocaria um extenso mix do breakbeat da percussão. O Hip hop tinha nascido. As ondas de choque são sentidas desde então"

—Stephen Ivory
Brown gravou "Give It Up or Turnit a Loose" novamente com os The J.B.'s para álbum duplo de 1970 Sex Machine. Com  cinco minutos de duração, este gravação posterior usou um arranjo instrumental substancialmente diferente, com a adição de um riff de orgão e uma bela linha de baixo, bem como letra diferente. Um remix desta gravação feita por Tim Rogers aparece na compilação de 1986 In the Jungle Groove e se tornou tão popular nas pistas que um dos fundadores do hip-hop, Kurtis Blow chamou a canção de "o hino nacional do hip-hop". a versão remixada foi extensivamente sampleada. Um versão ao vivo genuína da canção aparece no álbum Live at Chastain Park.
Em 1974 Lyn Collins regravou a canção, com produção de Brown.
Dick Hyman rgravou uma versão com sintetizadores de "Give It Up or Turnit a Loose" em seu álbum de 1969 The Age of Electronicus.

## Paradas
| Parada (1969)                    | Pico |
| -------------------------------- | ---- |
| U.S. Billboard Hot 100           | 15   |
| U.S. Billboard Hot Black Singles | 1    |

## Créditos

### Versão de 1969
- James Brown - vocais

com a James Brown Orchestra:
- Waymon Reed – trompete
- Richard "Kush" Griffith – trompete
- Fred Wesley – trombone
- Alfred "Pee Wee" Ellis – saxofone alto
- Maceo Parker – saxofone tenor
- St. Clair Pinckney – saxofone barítono
- Jimmy Nolen – guitarra
- Alphonso "Country" Kellum – guitarra
- Charles Sherrell – baixo
- Clyde Stubblefield – bateria[8]
- Chuck Kirkpatrick – engenheiro de gravação